# Distrito Industrial (João Pessoa)

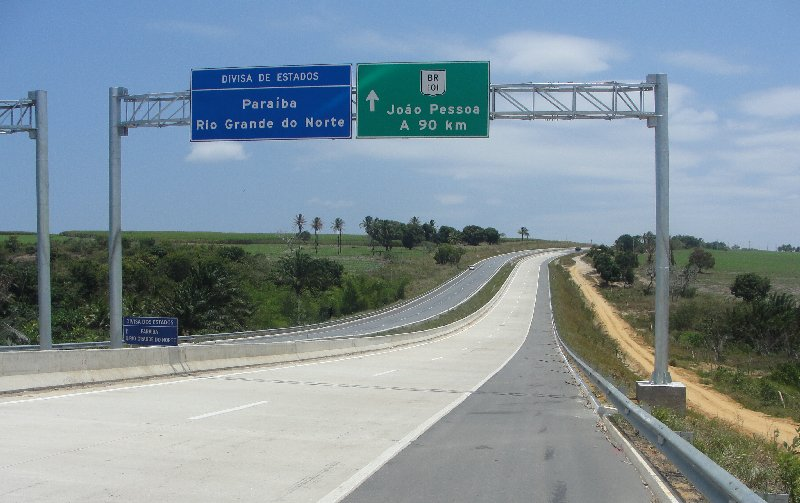
Trecho da BR-101 na Paraíba, rodovia vital para o Distrito Industrial da capital.

O Distrito Industrial é uma área reservada a instalações de indústrias e fábricas, assim como locais de armazenamento e distribuição, de João Pessoa, capital da Paraíba. Localiza-se na Zona Sul da capital do estado, à margem da BR-101.
A instalação do distrito industrial nessa área se deveu a sua localização estratégica, próximo à BR-101, o que facilita o escoamento para o Porto de Cabedelo e os mercados de João Pessoa, Recife e Campina Grande.
Graças a essa área industrial, a zona oeste tem uma arrecadação de PIB e contribuições sociais maiores que o restante da cidade.[carece de fontes?]
O Distrito Industrial é também servido por três linha de ônibus, a 115 - Distrito Industrial/Antárctica - liga o Centro de João Pessoa ao Distrito, por meio da Avenida Cruz das Armas - e as linhas de Santa Rita: 5009 - Distrito/Santa Rita e 5010 - Distrito/Tibiri. A maioria da população da pequena Santa-Rita Procura emprego dentro do distrito industrial por não ter empresas em Santa-Rita.

## Indústrias do distrito
- AmBev (Companhia de Bebidas das Américas)
- Coca Cola
- São Paulo Alpargatas (fábrica de calçados Rainha, Havaianas, Mizuno, entre outros)
- Coteminas (empresa do ramo têxtil)
- Polyútil (Polyútil Indústria e Comércio de Matérias Plásticas S.A.)
- Polytex (Indústria Eletrometalúrgica Polytex Ltda.)
- Paraibor (Companhia Paraibana de Borracha S.A.)
- Intrafrut
- Vila Romana (confecções e vestuário)